# Oh Santa!
«Oh Santa!» — рождественская песня американской R&B певицы Мэрайи Кэри, выпущенная в качестве основного сингла со второго рождественского альбома Merry Christmas II You (2010). Композиция написана и спродюсирована Мэрайей совместно с Джермейном Дюпри и Брайаном-Майклом Кокс. Песня получила смешанные оценки музыкальных критиков, которые похвалили музыкальность композиции, но отметили нестандартность по отношению к фирменной рождественской песне Мэрайи «All I Want for Christmas Is You».
«Oh Santa!» пользовалась умеренным успехом в чартах, достигнув высших позиций в чартах Billboard Holiday Digital Songs и Adult Contemporary, а также заняв 100 место в главном чарте США Billboard Hot 100, в то время как в Японии и Канаде песня отметилась на 68 и 73 местах, соответственно. Мэрайя спела песню на нескольких телевизионных шоу, включая её собственный мини-концерт с названием «Mariah Carey: Merry Christmas to You» на телевидении накануне Рождества. Музыкальный видеоклип был снят Итаном Лэдером и выпущен 2 ноября 2010 года.
4 декабря 2020 года была выпущена новая версия с участием певиц Арианы Гранде и Дженнифер Хадсон в качестве сингла из саундтрека к Mariah Carey's Magical Christmas Special для видеосервиса Apple TV+.

## Предыстория, выпуск и композиция
После отмены выпуска тринадцатого студийного/второго ремикс-альбома Angels Advocate многие предполагали, что певица приступит к работе над рождественским альбомом. 24 апреля 2010 года фотограф моды Дэвид Лашапель в интервью для The Times, сказал, что он снял обложку для рождественского альбома, который собирается выпустить Мэрайя. Стало известно, что в число давних коллег по написанию песен войдут Джермейн Дюпри, Брайан-Майкл Кокс, Джонта Остин и Рэнди Джексон. Три названия новых песен были опубликованы в интернете; Брайан-Майкл Кокс подтвердил информацию через сервис Ustream о том, что песня «Oh Santa!» готова. Впоследствии эта песня была выпущена с альбома в качестве основного сингла.
«Oh Santa!» была одной из нескольких песен, которую певица написала и спродюсировала с давними коллегами Джермейном Дюпри и Брайаном-Майклом Кокс для своего второго рождественского альбома Merry Christmas II You (2010). 1 октября состоялась премьера песни на AOL, а выпуск коммерческого сингла на iTunes — 11 октября 2010 года.
Согласно опубликованным нотам на сайте Musicnotes, композиция «Oh Santa!» является подвижной поп-песней, включающей в себя Christmas, ритм-н-блюз и данс-поп жанры. Песня имеет установленный размер такта равный 80 ударам в минуту в тональности до мажор с вокальным диапазоном певицы, простирающимся от низкой Си♭2 до высокой ноты Фа♯6. Мэрайя Кэри записала ремикс на «Oh Santa!» и на свою коронную песню «All I Want for Christmas Is You», который называется «Oh Santa! All I Want for Christmas is You (Jump Smokers Holiday Mashup)» и доступен для цифровых загрузок с 17 декабря 2010 года.

## Реакция общественности

### Отзывы критиков
Песня получила смешанные оценки музыкальных критиков, которые похвалили музыкальность композиции, но отметили нестандартность по отношению к фирменной рождественской песне Мэрайи «All I Want for Christmas is You». Билл Лэмб из портала About.com дал песне 4 звезды из пяти возможных и похвалил вокал Мэрайи, отметив «весёлое заводное пение» и «оживлённое радостное чувство».

### Коммерческий успех
Песня дебютировала на первом месте в чарте Billboard Holiday Digital Songs, в то время как второе место занимала другая песня певицы «All I Want for Christmas Is You». 11 декабря 2010 года «Oh Santa!» появилась на 12 позиции в чарте Billboard Hot Adult Contemporary Tracks, став самым успешным дебютом за двадцатилетнюю карьеру Мэрайи. На следующей неделе песня заняла первое место, что стало самым быстрым восхождением на высшую позицию за всю историю этого чарта. Мэрайя наравне с Селин Дион стала самой успешной артисткой, которая имеет большинство песен в десятке лучших хитов Top 10 Adult Contemporary, также эта песня стала седьмым хитом первой величины в этом чарте. 1 января 2011 года композиция заняла 100 место в основном чарте США Billboard Hot 100.

## Список композиций
- Digital download[18]

1. «Oh Santa!» — 3:31

- The Remixes EP[19]

1. «Oh Santa!» (Jump Smokers Edit) — 3:53
2. «Oh Santa!» (Low Sunday Edit) — 4:09
3. «Oh Santa!» (Jump Smokers Extended) — 4:08
4. «Oh Santa!» (Low Sunday Club) — 6:16
5. «Oh Santa!» (Jump Smokers Instrumental) — 3:52
6. «Oh Santa!» (Low Sunday Instrumental) — 6:18

## Чарты
| Чарт (2010)                          | Высшее место |
| ------------------------------------ | ------------ |
| Канада (Billboard Canadian Hot 100)  | 73           |
| Канада (Billboard AC)                | 1            |
| Япония (Japan Hot 100)               | 26           |
| Республика Корея (Gaon Single Chart) | 32           |
| США (Billboard Hot 100)              | 100          |
| США (Billboard Adult Contemporary)   | 1            |
| США (Billboard Holiday Songs)        | 1            |

## Хронология выпуска
| Страна         | Дата            | Формат               | Лейбл                 |
| -------------- | --------------- | -------------------- | --------------------- |
| США            | 1 октября 2010  | Радио премьера (AOL) | Island Records        |
| США            | 11 октября 2010 | Радиоротация         | Island Records        |
| США            | 12 октября 2010 | Digital download     | Island Records        |
| Великобритания | 29 октября 2010 | Digital download     | Mercury Records       |
| Франция        | 29 октября 2010 | Digital download     | Universal Music Group |